# Skadi
Skadi – w mitologii nordyckiej olbrzymka reprezentująca dzikość gór i polowanie. Miała pomścić swego ojca Thjaziego, który to ukradł Asom złote jabłka. Asowie, by zawrzeć pokój, pozwolili jej wybrać męża spośród wszystkich bogów, oglądając tylko ich stopy. Skadi chciała trafić na Baldura, jednak padło na Njörðra.
Poślubiając Njörðra, dołączyła do grona bogiń. Stanowiła parę z mężem: symbolizowała zimę, podczas gdy on uosabiał lato.